# Jacques Frantz
Jacques Frantz, all'anagrafe Poix Jacques Andre Pascal (Digione, 4 aprile 1947 – Parigi, 17 marzo 2021), è stato un attore e doppiatore francese.
Noto soprattutto come doppiatore, era la voce francese di Robert De Niro. Parlava tre lingue: francese, inglese e tedesco.

## Filmografia parziale

### Attore
- Aime ton père, regia di Jacob Berger (2002)
- Il tulipano d'oro (Fanfan la Tulipe), regia di Gérard Krawczyk (2003)
- Prova d'amore (Chassé croisé amoureux), regia di Gérard Cuq - film TV (2006)
- La Première Étoile, regia di Lucien Jean-Baptiste (2009)
- Il truffacuori - Professionista in separazioni (L'Arnacœur), regia di Pascal Chaumeil (2010)

### Doppiatore
- Arthur e il popolo dei Minimei (Arthur et les Minimoys), regia di Luc Besson (2006) - nella versione francese
- Arthur e la vendetta di Maltazard (Arthur et la vengeance de Maltazard), regia di Luc Besson (2009) - nella versione francese

## Doppiatori italiani
- Claudio Fattoretto in Il truffacuori - Professionista in separazioni
- Michele Kalamera in Il tulipano d'oro
- Roberto Draghetti in G.I. Joe - La nascita dei Cobra

Da doppiatore è sostituito da
- Luciano De Ambrosis in Arthur e il popolo dei Minimei, Arthur e la vendetta di Maltazard, Arthur e la guerra dei due mondi
- Pino Insegno in Asterix e i vichinghi